# Coryssocnemis simla
Coryssocnemis simla  is een spinnensoort uit de familie trilspinnen (Pholcidae). De soort komt voor op Trinidad. 